# Villa Reynolds
Villa Reynolds is een plaats in het Argentijnse bestuurlijke gebied Pedernera in de provincie  San Luis. De plaats telt 680 inwoners.
De Argentijnse luchtmacht heeft hier een basis waar onder meer met A-4 Skyhawks wordt gevlogen.